# Brasileodactylus
Brasileodactylus (лат.) — род птерозавров из надсемейства Pteranodontoidea, найденный в меловых отложениях формации Сантана, на плато Chapada do Araripe, на северо-востоке Бразилии, которая датируется альбским — сеноманским ярусами. В род включают единственный вид — Brasileodactylus araripensis.
Род и вид назвал в 1984 году бразильский палеонтолог швейцарского происхождения Александр Келлнер. Родовое название содержит отсылку к стране, где были найдены окаменелости, с добавлением типичного для птеродактилей окончания δάκτυλος, daktylos — «палец». Видовое название дано в честь более конкретного места находки — плато Арарипе. Голотип MN 4804-V является передней частью нижней челюсти.
К Brasileodactylus относят и найденные позднее образцы: SMNS 55414, нижнюю челюсть, и MN 4797-V — передний край клюва с нижней челюстью. Более полными образцами являются BSP 1991 I 27, фрагментарный скелет, и AMNH 24444, череп длиной 429 мм с нижней челюстью и ближняя часть левого крыла. Ещё два образца причислил к неназванному виду Brasileodactylus Андрэ Вельдмейжер. Однако, некоторые из более полных образцов могут принадлежать другим птерозаврам, таким, как Barbosania.
Brasileodactylus был птерозавром среднего размера с размахом крыльев около 4 метров. У него был длинный остроконечный клюв и конической формы зубы, которые на переднем крае челюсти были длинными, тонкими и направленными вперёд. В отличие от некоторых других бразильских птерозавров, у него не было гребня на морде или нижней челюсти, но, возможно, был на затылке.